# Marquard Gude
Marquard Gude (født 1. februar 1635 i Rendsborg, død 26. november 1689) var en dansk lærd.
Gude blev 1671 hertugelig gottorpsk bibliotekar og råd, 1684 første medlem af regeringskancelliet på Gottorp. Han var kendt for sine overordentlig store kundskaber og ejede en berømt bog- og håndskriftsamling.
Efter hans død førtes der i flere år forhandlinger om den, og den danske konge tænkte på at erhverve den til sit bibliotek, men desværre skete dette ikke.
I 1710 købtes håndskrifterne, hvoriblandt mange værdifulde klassikermanuskripter, til biblioteket i Wolfenbüttel; bøgerne blev derimrod splittede ved auktioner, en del af dem kom til biblioteket i Weimar.

## Externe henvisninger
- Gude, Marquard i Dansk Biografisk Leksikon (1. udgave, bind 6, 1892), forfattet af A.D. Jørgensen